# James Calderaro
James Michael Calderaro (* 5. Juni 1965 auf Long Island, New York) ist ein professioneller US-amerikanischer Pokerspieler. Er gewann 2014 das Main Event der World Poker Tour und 2017 ein Bracelet beim Pot-Limit Omaha High Roller der World Series of Poker.

## Persönliches
Calderaro wuchs auf Long Island auf. Er arbeitete in der Automobilbranche und zog später an die Golfküste Floridas. Dort war er als Barkeeper und Kellner tätig und eröffnete in Clearwater seinen eigenen Club. Calderaro ist mit der Pokerspielerin Lily Kiletto liiert und dreifacher Vater. Er lebt in Englewood im US-Bundesstaat Florida.

## Pokerkarriere
Calderaro erzielte Ende Juli 2006 im Hotel Bellagio am Las Vegas Strip seine erste Geldplatzierung bei einem Live-Turnier. Mitte April 2008 kam er an gleicher Stelle beim Main Event der World Poker Tour (WPT) in die Geldränge und erhielt für seinen 20. Platz ein Preisgeld von mehr als 100.000 US-Dollar. Anfang Juli 2009 war er erstmals bei der World Series of Poker (WSOP) im Rio All-Suite Hotel and Casino am Las Vegas Strip erfolgreich und erreichte beim Main Event den achten Turniertag. Dort schied er bei 13 verbliebenen Spielern aus und sicherte sich ein Preisgeld von über 630.000 US-Dollar. Bei der WSOP 2010 wurde der Amerikaner beim Championship Event der Variante Pot Limit Hold’em Dritter für knapp 300.000 US-Dollar. Anfang Mai 2012 saß er am Finaltisch des WPT-Main-Events in Orange Park und belegte den zweiten Platz, der mit rund 235.000 US-Dollar bezahlt wurde. Im Februar 2014 entschied Calderaro das WPT-Main-Event in Coconut Creek für sich und erhielt eine Siegprämie von über 270.000 US-Dollar. Ende März 2014 erreichte er erneut den Finaltisch beim Main Event der WPT und wurde in Jacksonville Zweiter für mehr als 130.000 US-Dollar. Bei der WSOP 2017 gewann der Amerikaner das 25.000 US-Dollar teure Pot-Limit Omaha High Roller und sicherte sich ein Bracelet sowie eine Siegprämie von knapp 1,3 Millionen US-Dollar. Im Jahr darauf erreichte er beim selben Event erneut den Finaltisch und belegte den vierten Platz für rund 415.000 US-Dollar Preisgeld.
Insgesamt hat sich Calderaro mit Poker bei Live-Turnieren mehr als 5,5 Millionen US-Dollar erspielt.